# Cube
Cube (en Hispanoamérica El cubo) es una película canadiense de Suspenso y ciencia ficción de 1997 dirigida por Vincenzo Natali. El guion fue coescrito por Natali junto a André Bijelic y Graeme Manson. La película obtuvo los premios de mejor película y mejor guion en la edición de 1998 del Festival de Cine de Sitges.
La película recibió un estatus de culto por su original y surrealista premisa: un grupo de personas que se encuentran aprisionadas en una serie de idénticas salas en forma de cubo. La historia no muestra ningún plan claro sobre el motivo de la creación del cubo, su fondo, objeto o ubicación, así como también resulta desconocido el marco de tiempo.
A la cinta le siguió una secuela Cube 2: Hypercube en el 2002, así como una precuela llamada Cube Zero en el 2004.

## Argumento
La película inicia con un hombre llamado Alderson (Julian Richings), el cual se encuentra solo, vestido con un uniforme, y despierta en una habitación cúbica de estilo industrial de color blanco, con una escotilla en cada uno de sus seis lados, al abrir varias de estas descubre que hay otras habitaciones similares de distinta coloración rodeando esta habitación. Sin otra alternativa, abre una escotilla y entra a una habitación de color ámbar. Aparentemente segura, camina hacia la escotilla cuando muere descuartizado por una trampa en forma de malla metálica.
La película salta a los protagonistas, donde el policía Quentin (Maurice Dean Wint), la médica Holloway (Nicky Guadagni), el arquitecto Worth (David Hewlett), la estudiante de Matemáticas Leaven (Nicole de Boer) y el escapista Rennes (Wayne Robson), se encuentran en un cubículo similar al anterior. Sin conocerse, ninguno de ellos recuerda cómo llegó ahí y, sin más remedio, avanzan por las habitaciones cuyos colores se repiten, pero no sin antes ser advertidos por Quentin de la existencia de trampas. Por medio de un rudimentario pero efectivo método para detectar las trampas ideado por Rennes usando una bota (quien también les dice que chupen el botón de su camisa para evitar la deshidratación), pueden determinar si el cubo es seguro o no. Mientras Leaven pasa por un conducto, encuentra en una placa cromada donde hay grabado un número de serie compuesto por tres números de tres dígitos cada uno. El grupo sigue hasta que Rennes se revela a sí mismo como un escapista que se fugó de seis cárceles mayores, así, mostrándose como el más tranquilo del grupo, les dice que deben centrarse en lo que tienen enfrente, sin perder tiempo pensando en teorías absurdas. Tras esto, entra a una habitación de color azul que se supone es segura, pero una trampa le dispara ácido al rostro asesinándolo.
Quentin, tras analizar la situación teoriza que ninguno fue elegido al azar. Recordando los números de la barra cromada, descubre que Leaven es una joven prodigio de las matemáticas. Esta deduce que las trampas se ubican en cuartos cuyas cifras expresan un número primo. Si hay algún número primo, el cubículo posee trampa. Leaven acierta y por medio de esto empiezan a navegar sin ninguna equivocación a través del cubo, hasta que llegan a un callejón sin salida donde las otras cuatro puertas están atrampadas con excepción de la portezuela superior. Tras forcejear un poco, Quentin desatasca la trampilla y un joven con retraso mental llamado Kazan (Andrew Miller), cae del cubo superior. Así siguen, hasta que leves roces de convivencia aparecen entre Holloway y Quentin.
En cierto momento, cuando un cuarto que Leaven dice que es seguro es probada por Quentin, pero es atrapado en una trampa de cables afilados que se cierra de golpe y casi lo mata, logrando escapar con heridas. Quentin, tras ver el comportamiento apático de Worth, lo confronta, terminando en una discusión donde accidentalmente el arquitecto se revela como uno de los diseñadores del cubo que fue encerrado allí porque es visto como un cabo suelto. Cuando el resto pide más detalles explica que solo se le encargó diseñar del caparazón exterior, sin saber quien lo contrató o para que utilizaría sus planos ya que por seguridad a los involucrados no les informaban nada que no tuviera que ver con su parte específica de la labor, también revela que lo más probable es que no exista una genuina razón por la que los eligieron ya que afirma que el cubo aparentemente fue creado por un grupo burocrático carente de supervisión y supone que su propósito original ha sido olvidado hace mucho tiempo y solo los han colocado dentro para fingir utilidad y justificar su creación.
Worth explica que cada cuarto mide 14x14x14 pies (4,2672 metros por lado) y que esta separado del caparazón exterior por un espacio vacío. Rápidamente, Leaven calcula y determina que el cubo tiene 26 cuartos por arista y un total de 17.576 habitaciones. Leaven vuelve a examinar y descubre que los números están ordenados como plano cartesiano y sumando los cuartos por lo que han pasado solo faltan siete cuartos para llegar al borde, sin embargo, durante su recorrido llegan a un 27° cuarto.
Tras abrir la escotilla inferior, descubren una trampa que se activa por el sonido, desplegando unos pinchos extensibles. El grupo discute sobre abandonar a Kazan ya que le consideran una molestia y un retraso, además de que puede provocar la muerte del resto, por lo que Quentin sugiere dejarlo solo en el cubo intentando convencer falsamente a Holloway, quien se ha hecho cargo de su cuidado. El grupo acuerda llevarlo, y uno a uno van pasando, al llegar el turno de Quentin, una manivela de la escotilla gira, y Quentin pasa rápido antes de que se abra. Kazan grita de felicidad accidentalmente, activando las agujas que casi matan a Quentin, por lo que lo golpea salvajemente hasta que Holloway lo enfrenta y señalando que tras conocerlo ha comprendido que realmente es un pervertido agresivo y misógino que finge ser alguien decente. 
Leaven logra calmarlos y tras encontrar el borde, Holloway se ofrece para descender y verificar si hay alguna compuerta usando las ropas del grupo como cuerdas. Durante el descenso, el cubo tiembla y Holloway casi cae, hasta que es agarrada por Quentin pero, como venganza por la discusión, la deja caer al fondo de la carcasa, matándola y haciéndolo parecer un accidente.
Más tarde, mientras duermen, Quentin secuestra a Leaven y la lleva a la habitación contigua, donde intenta convencerla de escapar juntos y a la vez trata de abusar de ella. Worth interviene y Quentin lo ataca salvajemente hasta que lo tira a la habitación inferior donde encuentran el cadáver de Rennes, descubriendo así que han ido en círculos. Desesperados por la situación y por no encontrar una salida, todos se rinden, hasta que Worth razona que aún están en el borde y adelante ya no esta el cuarto del ácido, comprendiendo que no han ido en círculos, sino que las habitaciones cambian de posición cada tantas horas. Leaven deduce que las trampas no están etiquetadas por seriales de números primos, sino por aquellos seriales que son productos de potencias de números primos, pero debido a que los seriales son inmensos, es incapaz de calcularlos, pero, para sorpresa de todos, Kazán se revela como un autista erudito que puede calcular mentalmente los factores.
Quentin toma por la fuerza el liderazgo del grupo haciendo que Leaven y Kazan descifren los números de cada habitación y después arrojando dentro a Worth para verificar que realmente es segura hasta que a mitad del viaje el arquitecto retrasa a Quentin aplastándole el cuello y lo deja caer en la trampa del cuarto inferior, creyéndolo muerto. Tras esto logran encontrar la habitación que en unos minutos se convertirá en el puente con el exterior por algunos instantes.
Al llegar al puente Worth rechaza salir desencantado de la humanidad y afligido por el remordimiento. Leaven intenta animarlo pero sorpresivamente es asesinada por Quentin, quien posteriormente hiere de muerte a Worth que, con sus últimas fuerzas, lo sujeta para que no pueda cruzar completamente la puerta mientras ordena a Kazan irse. La habitación se mueve y Quentin es partido a la mitad mientras el muchacho logra salir del cubo. Worth, satisfecho se acuesta en su lecho de muerte junto al cuerpo de Leaven sujetando su mano.
Kazan temeroso, pero animado por la luz blanca del más allá de la salida, se acerca y escapa del cubo, con destino desconocido.

## Reparto
- Maurice Dean Wint como Quentin, el policía. Muere partido en dos por una habitación móvil.
- Nicole de Boer como Leaven, la estudiante de Matemáticas. Muere apuñalada en el pecho por Quentin con una manija.
- David Hewlett como David Worth, el arquitecto. Último en morir, apuñalado por Quentin en el vientre.
- Nicky Guadgani como Helena Holloway, la doctora. Muere al ser lanzada al vacío por Quentin.
- Andrew Miller como Kazan, un joven autista. Único en escapar del Cubo, su destino permanece desconocido.
- Wayne Robson como Rennes, el fugitivo. Asesinado por una trampa que le dispara una sustancia corrosiva a su cara.
- Julian Richings como Alderson, la primera víctima. Asesinado por una malla metálica afilada que lo descuartiza.

## Producción
Después de escribir Cube, Vincenzo Natali desarrolló y filmó un cortometraje titulado Elevated. El corto fue creado en un ascensor y tenía por objeto dar a los inversores una idea de lo que sería Cube; hipotéticamente, la idea de buscar y encontrar. Con el tiempo, Natali consiguió financiación y comenzó a realizar Cube, que fue filmada en un estudio de sonido en Toronto.
Solo un cubo fue construido en realidad para la película, este medía 14 por 14 por 14 pies, y solo contaba con una puerta funcional capaz de soportar el peso de los actores. El color de la habitación fue cambiado por paneles deslizantes pintados con cada color. Puesto que esta tarea es un procedimiento que consume tiempo, la película no fue filmada en secuencia, y todas las escenas que tienen lugar en las habitaciones de un color específico se filmaron a la vez. Se pretendía que hubiera seis colores diferentes de habitaciones para que coincidieran con el tema recurrente de seis en toda la película: cinco conjuntos de paneles de gel más blanco puro. Sin embargo, el presupuesto no llegó para el sexto panel, por lo que hay solo cinco colores diferentes de la habitación en la película. Otro cubo parcial se hizo para las tomas que requieren el punto de vista de pie en una habitación que mira en otra.

## Temas

### Origen del film
Según se ha informado, un episodio de la serie de televisión The Twilight Zone llamado "Cinco personajes en busca de una salida" fue una fuente de inspiración para la película.

### Matemáticas presentadas en la película
- Los números que se encuentran entre las puertas que unen a cada uno de los cubos son la clave para salir de este; aquellas habitaciones cuyos números no son potencias de un único número primo son seguras; gracias a las habilidades de Leaven y al autismo de Kazan pueden salvar estas trampas.
- Las permutaciones permiten predecir el movimiento de los cubos.
- Vincenzo Natali declaró en una ocasión que con las dimensiones dadas en la película se puede construir un cubo similar al de la película.

## Recepción crítica
Cube tuvo críticas muy divididas, y de manera extrema, con muchos comentarios muy positivos o muy negativos, obteniendo una calificación de aprobación general del 61% en Rotten Tomatoes. Los críticos cinematográficos de la revista Electric Sheep y Empire Online dieron a la película críticas favorables,  mientras que los críticos de www.nitrateonline.com y el San Francisco Chronicle criticaron la película negativamente.
 Slant Online critica la película, diciendo que son "como ratas de laboratorio que hacen girar inútilmente la rueda de su jaula, Cube finalmente termina no yendo a ninguna parte".

## Secuelas
El éxito del film llevó a que se produjeran dos secuelas: una secuela directa, Cube 2: Hypercube (2002), y Cube Zero (2004), una precuela.
La segunda parte explica poco más acerca de los antecedentes del Cubo, y la estructura del cubo se vio modificada; en lugar de habitaciones de colores y trampas más industriales, las habitaciones son blancos operativos de alta tecnología, y las trampas involucran la ilusión y la manipulación del tiempo, el espacio y la realidad. En 2004, en la precuela, Cube Zero, se tomaron muchas libertades, tomando como referencia la película original. La película explica los antecedentes y el propósito del cubo, revela a las personas que lo operan, y muestra su exterior.

## Nueva versión
En 2021 se estrenó CUBE 一度入ったら、最後 (Cubo - Una vez que entras es el final?), conocida en occidente por los nombres Cube y Atrapados en el cubo, un remake japonés escrito por Koji Tokuo y dirigido por Yasuhiko Shimizu. La cinta se estrenó en los cines japoneses el 22 de octubre de 2021.